# MTV (Reino Unido e Irlanda)
MTV es un canal de televisión por suscripción británico de origen estadounidense que emite en el Reino Unido e Irlanda, filial local del canal de televisión estadounidense MTV. Está centrado en programas de telerrealidad y música. Es operado por Paramount Networks UK & Australia, propiedad de Paramount International Networks, filial de Paramount Skydance Corporation.
El canal se lanzó como parte de la estrategia de regionalización de los canales MTV por parte de MTV Networks Europe. MTV UK (anteriormente MTV UK & Ireland y MTV One) se estrenó el 1 de julio de 1997. El canal se lanzó para ofrecer al público artistas locales y contenido musical más relevante. Antes de la regionalización de MTV en Europa, MTV Europe fue estrenado en la región el 1 de agosto de 1987. Desde febrero de 2011, MTV ha sido únicamente un canal de entretenimiento.
El canal está disponbile en más de 10 millones de hogares en el Reino Unido e Irlanda.

## Disponibilidad
Desde sus inicios, MTV UK (entonces bajo el nombre MTV UK & Ireland) estuvo en el Reino Unido e Irlanda. Durante un breve período, entre julio de 1997 y junio de 1998 el canal estuvo disponible en televisión abierta en Nueva Zelanda, en virtud de un acuerdo especial entre TVNZ y MTV Networks Europe. 
El canal fue transmitido en analógico desde el satélite Astra 1A como parte del paquete de suscripción Sky Multichannels. 
En abril de 2001, el canal se convirtió en un canal exclusivamente digital en el Reino Unido e Irlanda.

## Historia

### 1987-2001
El canal MTV estuvo disponible por primera vez en el Reino Unido cuando se lanzó MTV Europe, una señal de MTV para todo el continente, durante el 1 de agosto de 1987. Durante 1997, como parte de la estrategia de localización de MTV Networks Europe, MTV planeó lanzar tres canales regionalizados independientes para Alemania (MTV Alemania), Italia (MTV Italia) y el Reino Unido, junto a MTV Europa
MTV Reino Unido e Irlanda se lanzó el 1 de julio de 1997 como parte de la estrategia de regionalización de MTV Networks Europe. MTV lanzó un canal específico para el Reino Unido e Irlanda para apuntar a la competencia existente dentro del mercado. Fue estrenado con contenido especializado de exitosos programa MTV Europa que incluyeron Euro Top 20, MTV Select, MTV News, MTV News Weekend Edition, Non-Stop Hits, US Top 20 Hitlist UK, Stylissimo, The Big Picture, Up 4 Eso y The Lick. En ese entonces, el canal promocionó, principalmente, la programación musical y la música en idioma inglés.
En 1999, MTV Networks Europe anunció que ampliaría su cartera de canales en el Reino Unido e Irlanda. El 1 de julio de 1999, MTV lanzó MTV Base y MTV Extra. MTV Reino Unido e Irlanda también se renombró con una nueva programación y presentación al aire.
El canal fue originalmente emisión en analógico de los satélites Astra 1A como parte del cielo Multichannels paquete de suscripción. Sin embargo, se convirtió en un solo canal digital a finales de abril de 2001 como parte del cielo del cierre de su servicio por satélite analógico. MTV One es también de difusión por cable y también fue difundido por la ahora extinta ITV Digital terrestre digital.

### 2002-2010
En 2002, MTV comenzó a transmitir la programación de MTV Estados Unidos, cuestión similar a otros canales de MTV en Europa. MTV comenzó a abandonar parte de su programación local en favor de los programas de MTV hechos en Estados Unidos, entre ellos Jackass, Date My Mom y Dismissed . A pesar de los esfuerzos dirigidos a reproducir ciertos tipos de videos musicales en rotación limitada, MTV redujo en gran medida su rotación de videos musicales durante inicios de la década de 2000. Si bien los videos musicales dominaron el canal a principios de 2000-2002, la cantidad de música disminuyó rápidamente. Se observaron tendencias similares en otros canales MTV europeos y otras redes hermanas en los Estados Unidos.
En julio de 2007, MTV Reino Unido pasó a llamarse MTV One de mano con el lanzamiento de una nueva identidad de los canales de MTV. MTV2 pasó a llamarse MTV Two para seguir la marca consistente en todos los canales. La promoción comenzó el 1 de julio de 2007 bajo el título 'MTV New 22.07.07'.  El cambio de marca vio a los espectadores interactuando con el canal. A principios de 2009, se anunció que MTV One sería rebautizado simplemente como MTV y MTV One +1 (señal con diferencia horaria de una hora) como MTV +1 el 1 de julio de 2009.
Durante la mayor parte de 2008, la principal fuente de programación de videos musicales de MTV se basó en sus canales hermanos MTV Two, MTV Hits, MTV Dance, MTV Base y TMF. A partir de 2009, la única programación basada en música en la señal principal de MTV incluía MTV Push, MTV World Stage y MTV Iggy. Estos programas eran producidos por MTV Networks International y se muestran en la mayoría de los canales de MTV en todo el mundo.
El 1 de julio de 2009 MTV adoptó la nueva identidad de MTV, como parte de MTV Internacional. 64 canales de MTV ahora comparten contenidos de entretenimiento y musicales similares e identidad similar en las señales y en sus sitios web en línea. A partir de este relanzamiento, se vio un equilibrio en el número de programas basados en música y programas basados en programas de telerrealidad que se emitían.
A partir de 2010, MTV aumentó su producción musical, que desde entonces se había diluido con los programas de telerrealidad. Como parte de una estrategia global de potenciar los contenidos musicales de MTV se lanzó MTV World Stage y Friday Night Music, ambos programas ayudaron a mantener las cifras de audiencia de MTV.

### 2011-presente
El 1 de febrero de 2011, MTV eliminó todos los contenidos musicales del canal y los trasladó al recién lanzado canal MTV Music; el único programa con contenido musical que quedó es el hilo ocasional de MTV Most Wanted. El canal se convirtió en un canal de entretenimiento general y se trasladó a la sección de entretenimiento de la guía de canales de Sky en el canal 126, con MTV +1 moviéndose a 160. La medida resultó en un aumento en la participación de audiencia del canal de casi un 150% en las 6 semanas posteriores al cambio, mientras que la visualización disminuyó casi un 20% en Virgin Media durante el mismo período, donde el canal aún no se había movido. El 29 de mayo de 2013, MTV se trasladó a la sección de entretenimiento de la guía de Virgin Media en el canal 134.
MTV fue renovado nuevamente a su logo actual el 1 de julio de 2011, y comenzó a transmitir en pantalla ancha 16:9 al mismo tiempo. Una señal HD de MTV se lanzó el 13 de febrero de 2012 en Sky tanto en el Reino Unido como en Irlanda.
En 2016, MTV comenzó a mostrar repeticiones de Big Brother UK en el Reino Unido, al día siguiente de su transmisión en Channel 5, canal también propiedad de ViacomCBS.

## Programación

### Producidos en el Reino Unido
- MTV News (1997-2019)
- Geordie Shore (2011-presente)
- Ex on the Beach (2014-presente)
- Teen Mom UK (2016-presente)
- Just Tattoo of Us (2017-presente)
- The Charlotte Show (2018-2019)
- True Love or True Lies (2018-2019)
- MTV Top 40 (2019)
- MTV Cribs UK (2019)
- Celebs on the Farm (2021-presente) (movido de Channel 5)

### Programas paneuropeos
- Plain Jane
- MTV Movies
- MTV Push (2009-presente)
- MTV World Stage (2009-presente)
- Euro Top 20 (1990-2009)
- MTV Iggy (2008-2009)
- Crispy News (2009-2010)
- My Super Sweet 16
- Pimp my ride
- Teen Dad
- MTV At The Movies

### Programas anteriores
- Million Dollar Baby (2018)
- Single AF (2017)
- Pimp My Ride UK (2005-2007)
- The Valleys (2012-2014)
- Beauty School Cop Outs (2013)
- MTV Digs (2009-2011)
- MTV Bang (2010-2011)
- Kerry Katona: Crazy in Love (2007-2008)
- The Mighty Moshin' Emo Rangers (2007-2008)
- Living on the Edge (2007-2008)
- Crazy in Love (2008)
- Fur TV (2008)
- Totally Jodie Marsh: Who'll Take Her Up the Aisle?
- Strutter
- 1 Leicester Square
- Dirty Sanchez
- Brand: New (1999-2002)
- Select MTV (1996-2001)
- Videoclash (2000-2001)
- US Top 20 (1987-2002)
- Hitlist UK (1992-2002)
- Hitlist International (2004)
- Hitlist US (2004)
- Irish Top 5 (2004)
- On Call (2001)
- 3XLive (1999)
- MTV News Daily Edition (1999-2001)
- MTV News Weekend Edition (1997-2002)
- MTV News Cube (2008)
- MTV Bytesize (1999-2002)
- MTV Txt Request (2001-2002)
- MTV Amour (1996-1998)
- The Lick with Trevor Nelson
- Daily Chart Show Live (2001)
- Videoclash Live (2002)
- Partyzone (1987-2004)
- Totally Boyband
- Non-Stop Hits (1997-1999)
- Mad 4 Hits (1998-2001)
- MTV Hot (1997-1998)
- Up 4 It (1997-1998)
- MTV Amour (1997-1998)
- TRL UK (2003-2005)
- FYI (2007)
- Totally Scott-Lee (2005)
- MTV Dance Mix
- MTV Biggest Hits

### Programas importados de MTV Estados Unidos
- Are You the One?
- Beavis and Butt-Head
- Celebrity Deathmatch
- The Challenge
- Clone High
- Cribs
- Daddy's Girls
- Daria
- Run's House
- Date My Mom
- 16 and Pregnant
- Happy Tree Friends
- Hogan Knows Best
- Human Giant
- Jackass
- Laguna Beach: The Real Orange County
- MADE
- Total Request
- The Hills
- Making the Video
- My Super Sweet 16
- Newlyweds: Nick and Jessica
- The Osbournes
- Pimp My Ride
- Punk'd
- Wild 'N Out
- Viva La Bam
- Bam's Unholy Union
- The Tom Green Show
- Life of Ryan
- Guy Code
- Friendzone
- Teen Mom
- Teen Mom 2
- teen Wolf
- Jersey Shoreir
- Snooki & JWoww
- Catfish: The TV Show
- I Used to Be Fat
- Kesha: My Crazy Beautiful Life
- Buckwild
- The Real World
- Underemployed
- Awkward
- I Just Want My Pants Back
- Ridiculousness
- The City
- The Hard Times of RJ Berger
- When I Was 17
- The Inbetweeners
- Washington Heights
- Girl Code
- Zach Stone Is Gonna Be Famous

### Otros programas importados de Estados Unidos
- Blue Mountain State
- Drawn Together
- Pretty Little Liars
- Hellcats
- The Secret Life of the American Teenager
- South Park (2005-2013)
- Star (2018-presente)
- The L.A. Complex
- The Fresh Prince of Bel-Air
- Audrina

## Canales subsidiarios y hermanos
- MTV HD: El 13 de febrero de 2012, se lanzó una transmisión simultánea en alta definición de MTV llamada MTV HD.[1]
- MTV Base: canal que reproduce hip hop, R&B y rap, así como la programación correspondiente a esos géneros de música. Fue lanzado el 1 de julio de 1999.
- MTV Classic: canal que coloca música de juegos de las décadas de 1960 a 1990. El canal originalmente lanzado como VH1 Classic el 1 de julio de 1999. El 1 de marzo de 2010, el canal fue renombrado como MTV Classic.
- MTV Hits: lanzado el 1 de mayo de 2001, MTV Hits es un canal que reproduce videos musicales de listas de éxitos.
- MTV Music: Lanzado el 1 de febrero de 2011, MTV Music transmite videos musicales, presentaciones en vivo y entrevistas con artistas sin parar.[9]
- MTV Live HD: Directo desde Varsovia y retransmitido en toda Europa, MTV Live es un canal de entretenimiento y música estándar y de alta definición que funciona las 24 horas. El canal fue rebautizado de MTVNHD a MTV Live HD el 23 de abril de 2012, obteniendo una transmisión simultánea de definición estándar al mismo tiempo. El 29 de junio de 2016, MTV Live HD fue reemplazado por Nick Jr. HD en Sky en el Reino Unido e Irlanda, pero continúa en Virgin Media.[1]
- MTV Ireland es un canal de exclusión voluntaria irlandés de MTV UK que se lanzó el 22 de febrero de 2004. Cuenta con publicidad localizada y patrocinio para el mercado irlandés. En febrero de 2019, la licencia de transmisión está en manos de RTTV[10] en la República Checa, trasladándose de Ofcom en el Reino Unido.

## Canales difuntos
- MTV Extra: se lanzó en 1999 y fue una mezcla de videos musicales y repeticiones de la programación de MTV. Hacia el final de la vida del canal, se abandonó la programación y el canal mostraba únicamente videos musicales (bajo el nombre de "Pure Music"), con MTV Dance por las noches. MTV Dance se escindió en su propio canal el 20 de abril de 2001, y MTV Extra pasó a llamarse MTV Hits a las 6 a. m. el 1 de mayo de 2001. MTV Extra se destaca por ser el único canal derivado de MTV que utiliza los mismos gráficos del título de la canción que su canal principal (aunque tenía sus propios identificadores separados).
- MTV Flux: Lanzado el 6 de septiembre de 2006, MTV Flux permitió a los espectadores tomar el "control" del canal enviando videoclips al sitio web de MTV Flux y solicitando videos musicales. Fue reemplazado por MTV +1 el 1 de febrero de 2008, un servicio de timeshift de MTV. MTV había anunciado que el formato "Flux" se integraría en sus otros canales, por lo que el sitio web aún permanece.
- MTV2: se lanzó en 2002 en sustitución de M2. El canal se centró en la música rock e indie y contó con programas como MTV2 Most Wanted y Gonzo. El canal fue reemplazado por MTV Rocks el 1 de marzo de 2010.
- MTV Shows: emitía reposiciones y nuevos episodios de los reality shows de MTV. Anteriormente MTV R hasta el 1 de marzo de 2010. El canal dejó de operar a partir del 1 de febrero de 2011. Su capacidad de transmisión se trasladó a la sección Música de la guía Sky para su uso como MTV Music.
- MTV Dance: fue el canal de música dance dedicado con videos musicales y programación de pistas de baile underground y mainstream. El canal fue renombrado por Club MTV el 23 de mayo de 2018.
- MTV Rocks: era un canal dedicado a la música rock alternativa, con otros tipos de música comercial convencional que se encuentran en otros canales de música de MTV. MTV Rocks se conocía anteriormente como MTV Two y fue reemplazado por MTV Rocks el 1 de marzo de 2010. MTV Two era anteriormente MTV2 Europe y M2 respectivamente. El canal cerró sin reemplazo el 20 de julio de 2020.
- MTV OMG: Lanzado el 1 de marzo de 2018. MTV OMG fue el canal de música y chismes, reemplazando a Viva. El canal cerró el 20 de julio de 2020.
- Club MTV: Lanzado el 23 de mayo de 2018. Club MTV era un canal de música dance, EDM y música urbana, reemplazando MTV Dance. El canal cerró el 20 de julio de 2020.
- MTV +1: Lanzado el 1 de febrero de 2008 al mediodía, este servicio Timeshift de MTV reemplazó a MTV Flux, que a su vez había reemplazado a VH2. Los avances del canal se habían emitido antes y después del lanzamiento, destacando la capacidad de actualización del nuevo canal. El canal se conoció como MTV One +1 entre el 1 de febrero de 2008 y el 1 de julio de 2009. Coincidiendo con los cierres de MTV OMG, MTV Rocks y Club MTV el 20 de julio de 2020, el canal Timeshift también cerró como parte de este cambio, junto con los Timeshifts para MTV Music y el canal Comedy Central Extra.
- TMF: se lanzó como canal de televisión en abierto en Freeview el 30 de octubre de 2002. Originalmente comenzó como un canal de música ininterrumpido, aunque la cadena presentaba más programación de MTV y sus otros canales hermanos desde principios de 2004. El canal fue reemplazado por VIVA el 26 de octubre de 2009.
- VH2: se lanzó en diciembre de 2003 y mostró principalmente videos musicales y conciertos en vivo. Se centró en la música rock, indie y punk y se autodenominó como "la alternativa al pop fabricado". El canal cerró el 1 de agosto de 2006 porque la principal fuente de ingresos del canal, la publicidad por tonos de llamada, se había ralentizado. MTV reemplazó a VH2 con MTV Flux, que a su vez fue reemplazado por una versión de MTV en diferido.
- VIVA: Lanzado el 26 de octubre de 2009, Viva fue el nuevo canal de música y entretenimiento que reemplazó a TMF. El canal mostró contenido de los canales hermanos MTV y Comedy Central, así como programas de Nickelodeon y Spike, y también se transmitió contenido adquirido. Como el único canal de MTV que se encuentra en la plataforma Freeview, fue el servicio de mayor calificación de MTV UK. El canal cerró inesperadamente el 31 de enero de 2018, siendo reemplazado por MTV OMG.
- VH1: era un canal dirigido a jóvenes de entre 25 y 44 años que tocaban las listas de éxitos y música popular desde la década de 1970 hasta la actualidad. También incluía programación musical y programas temáticos de cuenta regresiva de su contraparte estadounidense. El canal cerró el 7 de enero de 2020.

## Logotipos

1997-2011
2011-2021
Desde 2021